# گلسار (رشت)
محله اعیان نشین گلسار در شمال غرب رشت واقع شده‌است. این محله شامل خیابان اصلی گلسار، بلوار اصفهان ، بلوار سمیه، بلوار توحید (ناز)، بلوار گیلان، بلوار نماز، بلوار دیلمان، خیابان نواب و خیابان معین (بلوار سنبل) می‌باشد. این منطقه در ابتدا شالیزار بود. از اواخر دهه ۴۰ مورد توجه بخش خصوصی برای عمران و آبادی قرار گرفت. آبادانی گلسار ابتدا با ساخت خانه‌های ویلایی با متراژ بالا آغاز شد و نخستین کلنگ شهرسازی توسط «غلامرضا عون جزایری» استاندار وقت در تیر ماه سال ۱۳۵۱ به زمین زده شد.مجری و مدیر عامل طرح اسدالله رشیدیان مدیر عامل بانک اعتبارات و تعاونی و توزیع بود. این شهرک در ابتدا شهرک بوسار نام گرفت. در این مورد واهانیان استاد پژوهشکده گیلان‌شناسی می‌گوید: «بر اساس اسنادی که در پژوهش تاریخ رشت جمع‌آوری و مطالعه کرده، دربارهٔ تغییر نام شهرک می‌گوید: بنا بر آنچه در شماره یومیه روزنامه بازار در تاریخ ۱۹ شهریور سال ۵۱ منتشر شده، همزمان با سالروز بعثت پیامبر اکرم (ص) در ۱۵ شهریور، نام «گلسار» جایگزین «بوسار» شد. نکته جالب توجه این است که انتخاب این نام بنا بر اجماع هیئت داوران بوده‌است؛ و شخصی که نام گلسار را برای شهرک پیشنهاد داده بود از گرفتن جایزه تعیین شده امتناع کرده و از هیئت داوران خواسته بود که جایزه وی را به آسایشگاه معلولان رشت اهدا کنند.»
طراحی شهرک گلسار را دکتر علی‌آبادی (طراح شاهین شهر اصفهان) انجام داد. این شهرک به وسعت یک میلیون و هفتصد هزار مترمربع و برای سکونت ۱۵ هزار نفر طراحی شد که شامل هزار و ۵۰۰ خانه تک ویلایی و هزار و ۷۰۰ آپارتمان بود.
این شهرک که بزرگترین شهرک رشت می‌باشد به سرعت محل سکونت افرادی از طبقات گوناگون شد. در سال ۱۳۵۱ بخاطر همجواری با محله بوسار رشت نام گلسار را برآن نهادند.گلسار منطقه مرفه‌نشین شهر رشت بوده و همچنان محبوبیت خاصی در میان ساکنان شهر رشت دارد؛ و این محبوبیت سبب شده تا انبوه سازان توجه خاصی به این شهرک داشته و ساخت و سازهای بیشماری در مدت کوتاه داشته باشند به طوری که جمعیت این شهرک عرض ۵ سال هشت برابر شود و تعداد بنگاه‌های معاملات ملکی روز به روز بیشتر و بیشتر شود.
هواپیمایی ملی ایران (هما)، سازمان بازرسی کشور، سازمان حسابرسی کشور، اداره امور شعب بانک ملت.اداره امور شعب بانک ملی استان گیلان.سازمان فنی حرفه‌ای، اداره کل پست استان گیلان و سازمان حمل و نقل و پایانه‌های استان، شرکت ملی پخش فراورده‌های نفتی منطقه گیلان، سازمان مسکن و شهرسازی استان، سازمان تأمین اجتماعی و سازمان کار و امور اجتماعی و اداره کل مخابرات استان در گلسار قرار دارند.

## بلوارها و خیابان‌ها
شهرک گلسار رشت شامل خیابان اصلی بلوار گلسار، بلوار اصفهان ، بلوار سمیه، بلوار توحید (ناز)، بلوار گیلان، بلوار نماز، بلوار دیلمان، خیابان نواب و خیابان معین (بلوار سنبل) می‌باشد.